# Bimo
Bimo is een bestuurslaag in het regentschap Probolinggo van de provincie Oost-Java, Indonesië. Bimo telt 1110 inwoners (volkstelling 2010).